# Perforator

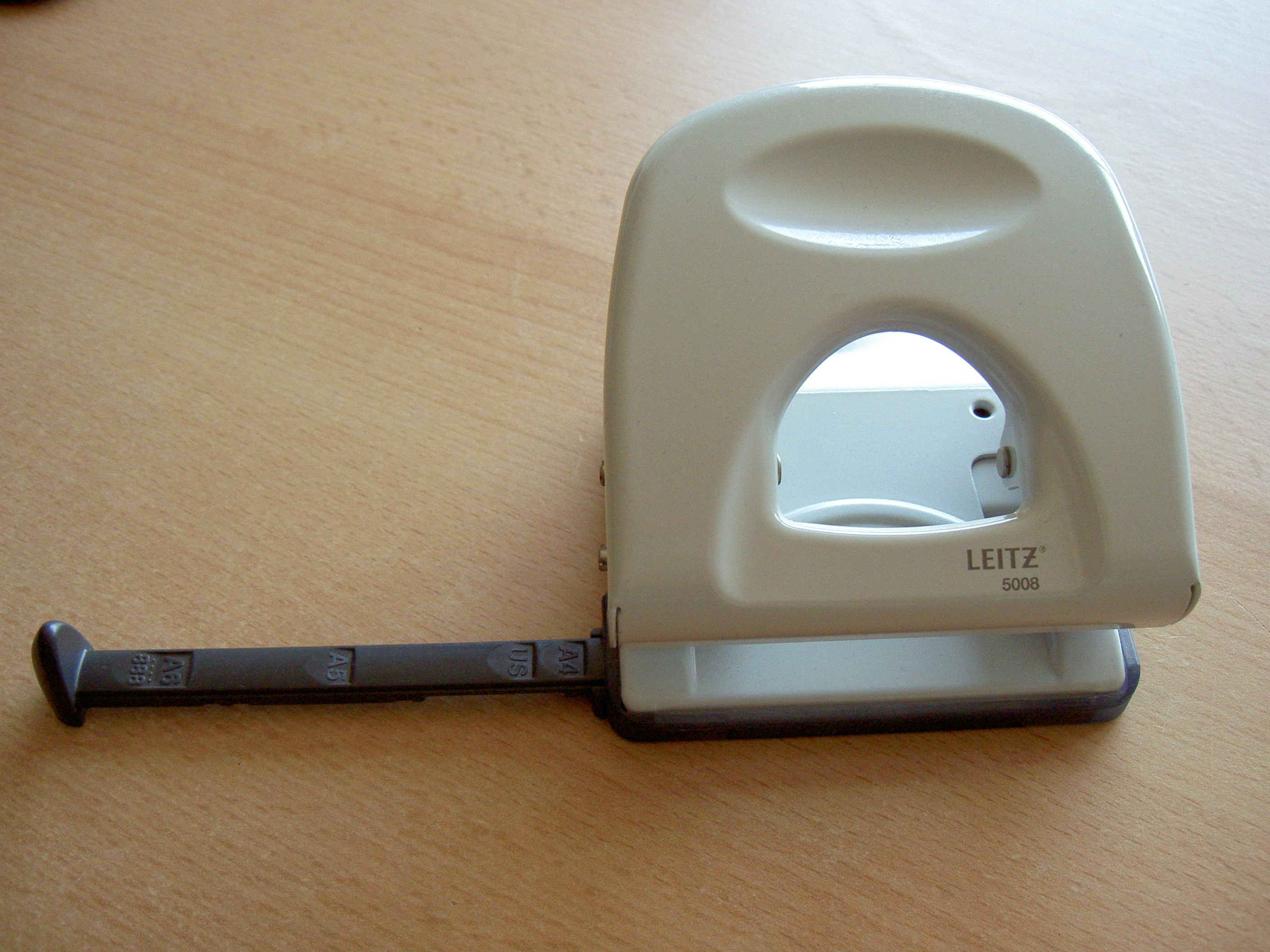
Tweegaatsperforator met aanleg

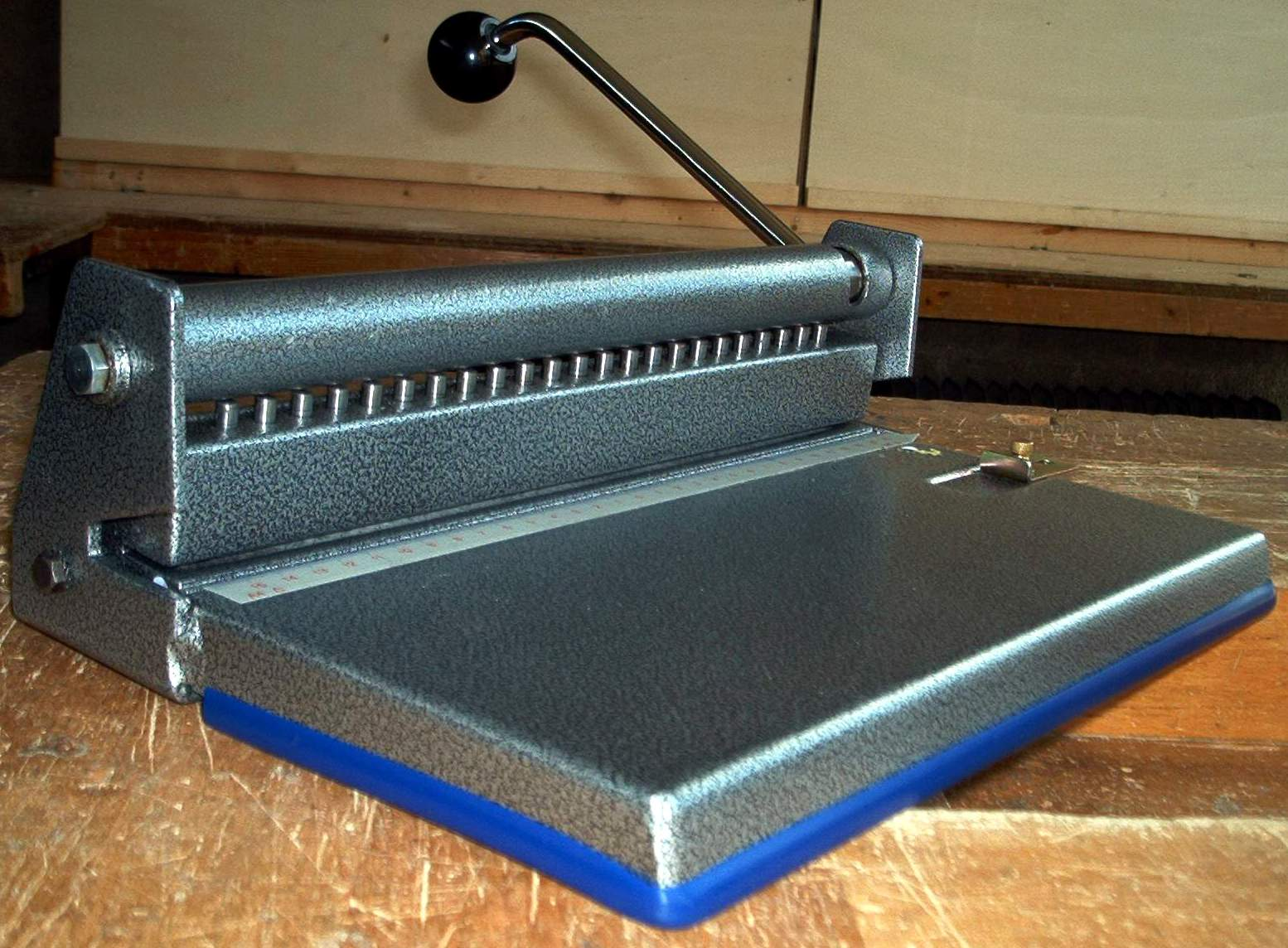
Perforator voor 23 gaten, het papier past dan in een 23-ringsband zoals een multomap

Een perforator is een apparaat om gaten te ponsen in papier, karton of kunststof folie.
De bekendste perforator is die voor thuis en op kantoor waarmee twee of vier gaten in een vel papier gemaakt kunnen worden op een afstand van 8 centimeter van elkaar. Die afstand is in Europa gestandaardiseerd (zie ringband). Daarmee kan het papier in een hechtmap of ordner geplaatst worden, of bij elkaar worden gehouden door middel van een snelhechter. De gaatjes gemaakt met een perforator kunnen worden verstevigd met verstevigingsringen. Op 14 november 1886 vroeg Friedrich Soennecken patent aan voor zijn Papierlocher für Sammelmappen.
Er zijn ook perforators die drie of meer gaten op – als dat nodig is – verschillende afstanden kunnen maken. Sommige viergaatsperforatoren bestaan uit twee aan elkaar gemonteerde tweegaatsperforatoren.
Een belangrijk onderdeel is de aanleg. Daar moet het papier tegenaan gedrukt worden om de gaten steeds op dezelfde afstand van de aanslag te krijgen. De juiste instelling van de aanleg is afhankelijk van het gebruikte papierformaat.
Het is mogelijk met een perforator voor twee gaten in een vel papier van A4-formaat vier gaten te ponsen. Dit is een handige oplossing als papieren in een ordner met vier ringen moeten worden opgeborgen en er geen viergaatsperforator ter beschikking is. De aanleg heeft daarvoor vaak de instelling "888". Het papier wordt van twee kanten aan de lange zijde tegen de aanleg gehouden en geponst. Het is belangrijk daarbij zorgvuldig en nauwkeurig te werken.
Industriële perforators kunnen elke grootte en uitvoering hebben. Vaak is het papier dat geperforeerd wordt. Als het gaat om andere materialen zoals leer of blik wordt gesproken van ponsen met een ponstang of ponsmachine.

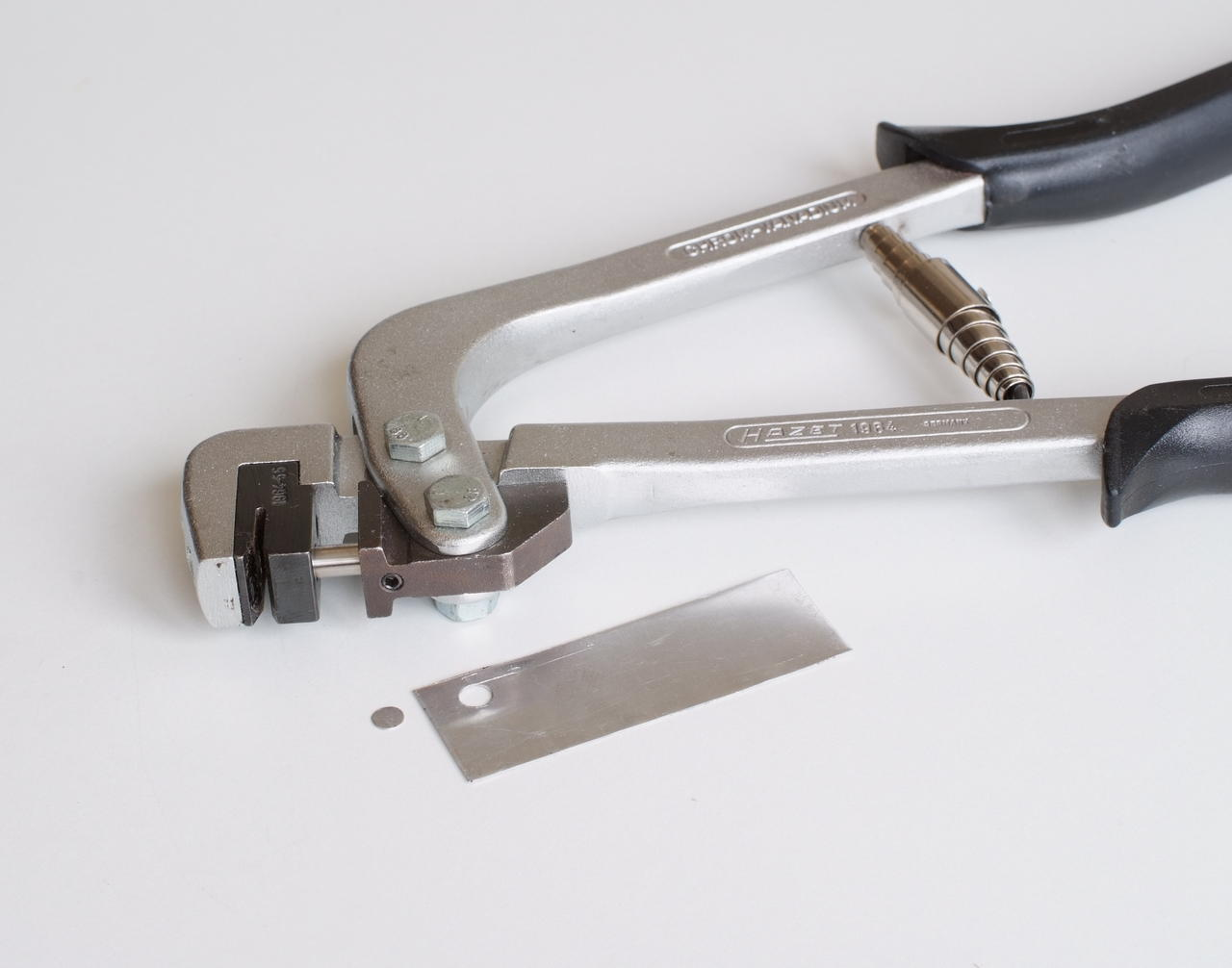
Een ponstang voor blik